# Convent de les Germanes Josefines (Granollers)
El Convent de les Germanes Josefines és una obra modernista de Granollers (Vallès Oriental) protegida com a bé cultural d'interès local.
Edifici amb mitgera a ponent i façana a pati a llevant, consta de soterrani, planta baixa i dues plantes pis. La coberta és plana acabada amb barana, al costat de llevant hi ha un campanar d'espadanya. La façana que dona al carrer és plana, composta simètricament amb eixos de proporcions verticals. La verticalitat dels buits queda compensada per la cornisa i les cinc fines impostes que emmarquen les dues plantes pis. Els buits de l'eix central estan emmarcats amb llinda esglaonada, la portalada d'entrada queda emfasitzada per una senzilla marquesina. Aquest convent fou restaurat a la dècada del 1990.